# Lak
|  | Per a altres significats, vegeu «Lak (desambiguació)». |

El lak (лакку маз, lakku maz) és una llengua caucàsica del nord-est de la família daguestànica, parlada pels laks, una ètnia del Daguestan. Amb el darguà, lubatxi i kaytak, pertany al grup lak-darguà de les llengües caucàsiques. Aproximadament compta amb uns 120.000 parlants.
Consta de cinc dialectes: ashti kuli, balkhar, vitskh, vikhli i kumukh, que forma la base de la llengua literària lak. Des de finals del segle xix s'escriu en caràcters àrabs; l'alfabet llatí fou emprat del 1928 al 1938, i des d'aleshores en ciríl·lic. Abans que el lak esdevingués llengua escrita, usaven l'àrab. Avui és una de les 9 llengües oficials del Daguestan, tot i que fins ara no s'havia emprat en l'ensenyament (només ho fou durant el període 1920-1960 fins a cinquè, però des d'aleshores només es fa en rus). També té un diari Ilchy (Llum) i Tslubarz (Lluna nova, 1952) que ja no s'edita, i una estació de ràdio.
El lak ha estat emprat com a llengua literària per autors com Garun Saidov (1891-1919), cap de l'Oficina d'Agitació o Educació Bolxevic al Daguestan i primer autor dramàtic en lak, Jussup Khappalajev (1916) amb Estrelles de felicitat (1950), Mugutin Sharinov (1893-1937) amb Shagalai i Gabibat i Gadzhijev (1919), Said Gabiev, Abutalif Gafurov i Abdurahman Omarov.